# Serguéi Bukásov
Serguéi Mijáilovich Bukásov (transliteración del idioma ruso Букасов, Сергей Михайлович) (1891-1983) fue un botánico ruso.
Trabajó intensamente sobre el género Solanum y la problemática de la papa, junto a Vavilov. En los años veinte tuvo contacto con papas chilenas Solanum tuberosum subsp. tuberosum (papa chilota), realizando importantes estudios genéticos. Visitó además México, Guatemala, Colombia, y Venezuela.

## Honores[2]
- Científico de Honor de la RSFSR
- 1949: Premio Estatal de la URSS
- 1971: Héroe del Trabajo Socialista
- dos Órdenes de Lenin
  - 1966: la Orden de la Bandera Roja del Trabajo
  - 1945: medallas "Trabajos en la Gran Guerra Patria de 1941-1945
- 1970: conmemorar el 100º aniversario del nacimiento de Vladimir Ilich Lenin: medalla de Oro VSHV y ENEA

### Membresías
- 1925: correspondiente de la Sociedad Mexicana geográfica
- 1965: de la Academia Mexicana de Ciencias
- 1965: miembro extranjero de la Sociedad Linneana de Londres

### Eponimia
- (Amaryllidaceae) Hippeastrum bukasovii (Vargas) Gereau & Brako[3]

- (Solanaceae) Solanum bukasovii Juz. ex Rybin[4]
- La abreviatura «Bukasov» se emplea para indicar a Serguéi Bukásov como autoridad en la descripción y clasificación científica de los vegetales.[5]